# Штиецешти (Галац)
Штиецешти (рум. Știețești) насеље је у Румунији у округу Галац у општини Драгушени. Oпштина се налази на надморској висини од 213 m.

## Становништво
Према подацима из 2002. године у насељу је живело 367 становника, од којих су сви румунске националности.